# Шнох
Шнох (арм. Շնող) — село в Лорийской области Армении.

## География
Село Шнох находится в 60 км к северо-востоку от центра марза — города Ванадзора.

## Население
Численность населения села Шнох — 3139 человека (2008)

## Инфраструктура
В селе имеются средняя школа, библиотека, медицинский пункт, почтовое отделение, магазины.